# 自由邦 (美国岛屿地区)
自由邦，又译联邦、自治邦，是美国两个非合并属地在其正式全称中使用的术语。这两个地区分别是：北马里亚纳群岛，全称为“北马里亚纳群岛联邦”（Commonwealth of the Northern Mariana Islands）；波多黎各，全称为“波多黎各自由邦”（Commonwealth of Puerto Rico）。在美国对菲律宾拥有主权的大部分时期，菲律宾也使用过这个术语，正式名称为“菲律宾自治邦”（Commonwealth of the Philippines）。
根据2013年美国国务院的政策定义（见该部门的《外交事务手册》），“自由邦”（Commonwealth）一词的解释如下：
“‘自由邦’一词并不指代或规定任何特定的政治地位或关系。例如，该词既适用于州，也适用于领地。当用于与美国主权下、但不是州的地区时，它通常广义上指一个依据自身通过的宪法实行自治的地区，其自治权不会被美国国会单方面撤销。”